# Combat de coq (film, 1959)
Pour plus de détails, voir Fiche technique et Distribution.
Combat de coq (A Broken Leghorn) est un court métrage d'animation de la série Looney Tunes réalisé par Robert McKimson qui met en scène Charlie le coq et Miss Prissy. Le court métrage a été diffusé pour la première fois le 26 septembre 1959.

## Fiche technique
- Réalisation : Robert McKimson
- Scénario : Warren Foster
- Production : Warner Bros. Cartoons
- Musique originale : Milt Franklyn
- Montage : Treg Brown
- Format : 35 mm, ratio 1.37 :1, couleur Technicolor, mono
- Durée : 7 minutes
- Pays de production :  États-Unis
- Langue : anglais
- Genre : animation
- Distribution : 
  - 1959 : Warner Bros. Pictures cinéma
  - 2003 : Warner Home Video DVD
- Date de sortie : 
  - États-Unis : 26 septembre 1959

## Distribution
- Charlie le coq
- VO par Mel Blanc (voix)
- Miss Prissy
- VO par June Foray (voix)